# 小島剛
小島剛（こじまたける、1960年5月31日 - ）は東京都出身の実業家である。自ら事業を立ち上げ、デンマークから日本に風力発電技術を輸入し、風力発電の普及に努めた。
2014年現在は、エコロジー総合研究所株式会社取締役会長を務める。

## 経歴
1960年5月、東京都品川区で生まれる。父親が建設関係の会社を経営しており、幼少期は裕福な生活を送っていたが、小島が慶應義塾中等部在学中、オイルショックの影響で父親の会社が倒産した。父親は行方不明となり、小島は母親の実家に引き取られ、祖父を父親代わりに育てられた。この経験は小島がエネルギー問題に関心を持つ原体験となった。高校・大学時代はバンド活動に傾倒し、プロデビュー目前にまで至ったものの、祖父に反対され、絶望した小島は自殺を考えたが、移動中に交通事故を起こし未遂に終わる。その後は学生ビジネスにも手を染めた。
1983年、慶応義塾大学商学部を卒業した小島は大協石油に入社、当時進められていた丸善石油との合併準備プロジェクトチームに加わったほか、合併後には新会社（コスモ石油）の会員カードシステム構築にも携わった。しかし祖父から空調設備工事会社を引き継いでいた母親の要請で1988年に退職、母親の会社で役員となったが、積極的に動く小島は古参の役員と対立し、同年役員を解任される。当時はバブル全盛期で起業意欲が高く、小島は1989年コンサルティング会社「TM NET」を設立し、中小企業主の事業立ち上げの支援を行った。
1991年、顧客の家具会社の依頼で商談に赴いたデンマークで、同地の風力発電の実情を目にした小島は、帰国後に風力発電機の販売会社「エコロジー・コーポレーション」を設立、社員2名での起業であったが、日本の風土は風力発電に不向きとの定説がある中で自治体を中心に販売実績を伸ばした。1997年7月には発電事業を行う「エコ・パワー」を設立、荏原製作所や日本興業銀行他15社の出資を受け事業を拡大した。1999年時点で日本に設置された風力発電機のうち4割がエコ・パワーによるものであり、小島は日本における風力発電の第一人者として、後発企業の注視を受ける存在となっていた。1999年には自伝も出版された。
しかしその背後で、小島の影響力は徐々に低下していた。エコ・パワー設立後の1997年以降は大手金融機関の破綻が頻発し、資金調達に困難が生じていたことから、小島は荏原製作所の債務保証を受ける代わりに、エコ・パワーを荏原製作所66%保有の子会社とし、小島は副社長に退いた。同時期、風力発電事業は大手が参入し始めており、エコ・パワーは契約の不備を突かれて既に確保していた発電適地を他社に奪われる、といった問題が頻発していた。こうした問題を法的手続きに出て解決しようとする小島の方針は親会社となった荏原製作所の意向と合致せず、2000年に小島はエコ・パワーの副社長を解任される。
2001年、小島は「オフィス・エコロジー」を設立し、風車事業の継続を試みた（海外の中古風車の販売など）ものの、市場にあわなかったこと、そして資金力の弱い新会社は大手に太刀打ちできず、業界で小島の名が挙がることは少なくなった。小島は体調を崩して入退院を繰り返す状態となり、2007年末、オフィス・エコロジーは閉鎖を余儀なくされた。。
2010年、「エコロジーマネジメント」を設立する。風力事業を離れ、ビルの省エネビジネスの展開を試みるが、現在として実態あるビジネスに至っていないようである。2012年になり小島は社長から会長となり新業態を目指しているようである。
- 1960年 東京都品川区に生まれる。
- 1983年 慶応義塾大学商学部卒業[7]
- 1983年 大協石油（現・コスモ石油）株式会社入社[7]。
- 1989年 ティー・エム・ネット株式会社設立[9]。
- 1991年 株式会社エコロジー・コーポレーション設立[14]。
- 1991年 デンマーク・ユトランド半島に海外事業所を設置。
- 1997年 エコ・パワー株式会社設立。
- 2001年 オフィス・エコロジー株式会社設立[2]。
- 2010年 エコロジーマネジメント株式会社設立。取締役社長へ就任。
- 2012年 取締役会長へ就任。
- 2013年 エコロジーマネジメント株式会社を『エコロジー総合研究所株式会社』に社名変更・改組。小島剛は取締役会長へ就任。

## 文献

### 著作
単著
- 小島剛『崖っぷちから風にのれ』プラネット出版、1999年。ISBN 4-939110-05-2。